# The Lost Cabin Sessions
The Lost Cabin Sessions è un album raccolta della The Ozark Mountain Daredevils, pubblicato dalla Sounds Great Records nel 1985. Il disco contiene rare e inedite prime registrazioni effettuate dal gruppo nell'estate del 1972 all'American Artists Studio di Springfield, Missouri (Stati Uniti).

## Tracce
Lato A
1. Long Time to Here (Randle Chowning)
2. Lost Cabin (Steve Cash, Steve Canaday)
3. Outside My Country Home (Randy Chowning)
4. Feelin' Good (Steve Cash, John Dillon)
5. Sheriff's Comin' (Larry Lee)

Lato B
1. (I Threw Away) The Chains (John Dillon)
2. Moon Come Up (Larry Lee)
3. Sometimes You Earn (Randle Chowning)
4. Running Away (John Dillon)

Edizione CD del 2003, pubblicato dalla Varèse Sarabande Records (302 066 508 2)
1. The Rhythm of Joy – 3:08 (Steve Cash)
2. Lovin' Again – 2:35 (Randle Chowning)
3. On Our Carousel – 3:39 (Larry Lee, Steve Cash)
4. Someday Darlin' – 3:42 (Larry Lee)
5. Keep on Churnin' – 2:47 (John Dillon)
6. Outside My Country Home – 4:05 (Randle Chowning)
7. Lost Cabin – 4:38 (Steve Canaday, Steve Cash)
8. You Know Like I Know – 4:58 (Larry Lee)
9. Leatherwood – 4:03 (Randle Chowning)
10. Fly Away Home – 2:31 (John Dillon)
11. Chicken Train – 3:22 (Steve Cash)
12. Feelin' Good – 4:56 (John Dillon, Steve Cash)
13. Sheriff's Comin' – 5:56 (Larry Lee)
14. Walking in the Morning – 2:22 (Randle Chowning)
15. (I Threw Away) The Chains – 2:37 (John Dillon)
16. Rainbird – 5:32 (Larry Lee)
17. Long Time to Here – 2:46 (Randle Chowning)
18. A Satisfied Mind – 3:42 (Jack Rhodes, Joe Hayes)

## Musicisti
- John Dillon - voce, chitarra, fiddle, mandolino
- Randle Chowning - voce, chitarra
- Steve Cash - voce, armonica, percussioni
- Buddy Brayfield - tastiere, oboe
- Michael Granda - voce, basso
- Larry Lee - voce, batteria, percussioni, chitarra
- Steve Canaday - arrangiamenti, produttore
- The Ozark Mountain Daredevils - arrangiamenti, produttore[1]